# Ataköy, Çaykara
Ataköy là một thị trấn thuộc huyện Çaykara, tỉnh Trabzon, Thổ Nhĩ Kỳ. Dân số thời điểm năm 2011 là 940 người.